# Прем'єр-міністр Фінляндії
Прем'єр-міністр (фін. pääministeri, швед. statsminister) — голова уряду Фінляндії. Вибирається парламентом країни і потім формально призначається президентом. Йде у відставку разом з усім урядом після кожних парламентських виборів, а також за рішенням президента країни при втраті довіри парламентом, за особистою заявою і в деяких інших випадках.
З 14 червня 2014 посаду прем'єр-міністра займав Олександр Стубб — член партії Національна коаліція. Очолюваний ним кабінет став 73-м в історії країни. В цілому від часу здобуття незалежності в 1917 році було проведено 63 призначення на посаду керівника уряду; цю посаду займали 43 людини, деякі з них призначалися на цей пост кілька разів (Кюесті Калліо — чотири рази, Карл-Август Фагерхольм і Калеві Сорса — по три рази). Найдовше на посаді прем'єр-міністра перебував Пааво Ліппонен — 2928 днів, на посаді міністра — Йоганнес Віролайнен — 6169 днів.
Прем'єр-міністром Фінляндії з 6 червня до 10 грудня 2019 року був Антті Рінне, з 10 грудня до 20 червня 2023 року — Санна Марін. Обидва були лідерами панівної, на той час, партії — Соціал-демократичної партії Фінляндії.
З 20 червня 2023 року, Прем'єр-міністром став — Петтері Орпо. Лідер Національної коаліції.